# Världsmästerskapet i fotboll för klubblag 2012
Världsmästerskapet i fotboll för klubblag 2012 var den nionde upplagan av VM i fotboll för klubblag som avgjordes i åtta matcher mellan de kontinentala mästarna i fotboll. Turneringen spelades under perioden 6–16 december 2012, i Toyota och Yokohama i Japan. Sju lag från sex konfederationer deltog i turneringen. AFC hade två deltagande lag då Japan var värdnation.
Corinthians från Brasilien blev mästare då de besegrade Chelsea från England i finalen. Monterrey från Mexiko besegrade Al-Ahly från Egypten i matchen om tredjepris.
Utmärkelsen för turneringens meste målskytt delades mellan två spelare som gjorde tre mål vardera; César Delgado från Argentina som spelade för Monterrey samt Hisato Satō från Japan som spelade för Sanfrecce Hiroshima. Målvakten Cássio från Brasilien som spelade för Corinthians blev utsedd till turneringens bäste spelare.

## Deltagande lag
| Lag                                     | Konfederation                         | Kvalifikation                                  |
| Direktkvalificerad till semifinalerna   | Direktkvalificerad till semifinalerna | Direktkvalificerad till semifinalerna          |
| --------------------------------------- | ------------------------------------- | ---------------------------------------------- |
| Corinthians                             | CONMEBOL                              | Segrare av Copa Libertadores 2012              |
| Chelsea                                 | Uefa                                  | Segrare av Uefa Champions League 2011/2012     |
| Direktkvalificerad till kvartsfinalerna |                                       |                                                |
| Ulsan Hyundai                           | AFC                                   | Segrare av AFC Champions League 2012           |
| Al-Ahly                                 | CAF                                   | Segrare av CAF Champions League 2012           |
| Monterrey                               | Concacaf                              | Segrare av Concacaf Champions League 2011/2012 |
| Playoff till kvartsfinalerna            |                                       |                                                |
| Auckland City                           | OFC                                   | Segrare av OFC Champions League 2011/2012      |
| Sanfrecce Hiroshima                     | AFC                                   | Segrare av J. League 2012 (division 1)         |

## Spelartrupper
Lagen fick bestå av maximalt 23 spelare varav 3 målvakter.

## Matchresultat

### Spelträd
|  | Playoff             | Playoff    |  |  | Kvartsfinaler       | Kvartsfinaler |  |  | Semifinaler         | Semifinaler |  |  | Final                | Final       |  |
|  |                     |            |  |  |                     |               |  |  |                     |             |  |  |                      |             |  |
|  | 6 december          | 6 december |  |  | 9 december          | 9 december    |  |  | 12 december         | 12 december |  |  |                      |             |  |
|  | Sanfrecce Hiroshima | 1          |  |  | Sanfrecce Hiroshima | 1             |  |  | Al-Ahly             | 0           |  |  |                      |             |  |
|  | Auckland City       | 0          |  |  | Al-Ahly             | 2             |  |  | Corinthians         | 1           |  |  |                      |             |  |
|  |                     |            |  |  |                     |               |  |  |                     |             |  |  |                      |             |  |
|  |                     |            |  |  |                     |               |  |  |                     |             |  |  |                      |             |  |
|  |                     |            |  |  |                     |               |  |  | Match om femteplats |             |  |  |                      |             |  |
|  |                     |            |  |  |                     |               |  |  | 12 december         | 12 december |  |  | 16 december          | 16 december |  |
|  |                     |            |  |  |                     |               |  |  | Ulsan Hyundai       | 2           |  |  | Corinthians          | 1           |  |
|  |                     |            |  |  |                     |               |  |  | Sanfrecce Hiroshima | 3           |  |  | Chelsea              | 0           |  |
|  |                     |            |  |  |                     |               |  |  |                     |             |  |  |                      |             |  |
|  |                     |            |  |  |                     |               |  |  |                     |             |  |  | Match om tredjeplats |             |  |
|  |                     |            |  |  | 8 december          | 8 december    |  |  | 13 december         | 13 december |  |  | 16 december          | 16 december |  |
|  |                     |            |  |  | Ulsan Hyundai       | 1             |  |  | Monterrey           | 1           |  |  | Al-Ahly              | 0           |  |
|  |                     |            |  |  | Monterrey           | 3             |  |  | Chelsea             | 3           |  |  | Monterrey            | 2           |  |

### Playoff till kvartsfinalerna
| 1     | 6 december | Sanfrecce Hiroshima | 1 – 0           | Auckland City | International Stadium Yokohama                             |                                                            |
| 19:45 | 19:45      | Aoyama 66′          | (0 – 0) Rapport |               | Yokohama Publik: 25 174 Domare: Djamel Haimoudi (Algeriet) | Yokohama Publik: 25 174 Domare: Djamel Haimoudi (Algeriet) |
| 19:45 | 19:45      |                     |                 |               | Yokohama Publik: 25 174 Domare: Djamel Haimoudi (Algeriet) | Yokohama Publik: 25 174 Domare: Djamel Haimoudi (Algeriet) |
| 19:45 | 19:45      |                     |                 |               | Yokohama Publik: 25 174 Domare: Djamel Haimoudi (Algeriet) | Yokohama Publik: 25 174 Domare: Djamel Haimoudi (Algeriet) |

### Kvartsfinaler
| 2     | 9 december | Ulsan Hyundai   | 1 – 3           | Monterrey                  | Toyota-stadion                                       |                                                      |
| 16:00 | 16:00      | Lee Keun-Ho 88′ | (0 – 1) Rapport | Corona 9′ Delgado 77′, 84′ | Toyota Publik: 20 353 Domare: Cüneyt Çakır (Turkiet) | Toyota Publik: 20 353 Domare: Cüneyt Çakır (Turkiet) |
| 16:00 | 16:00      |                 |                 |                            | Toyota Publik: 20 353 Domare: Cüneyt Çakır (Turkiet) | Toyota Publik: 20 353 Domare: Cüneyt Çakır (Turkiet) |
| 16:00 | 16:00      |                 |                 |                            | Toyota Publik: 20 353 Domare: Cüneyt Çakır (Turkiet) | Toyota Publik: 20 353 Domare: Cüneyt Çakır (Turkiet) |

| 3     | 9 december | Sanfrecce Hiroshima | 1 – 2           | Al-Ahly                 | Toyota-stadion                                      |                                                     |
| 19:30 | 19:30      | Satō 32′            | (1 – 1) Rapport | Hamdy 15′ Aboutrika 57′ | Toyota Publik: 27 314 Domare: Carlos Vera (Ecuador) | Toyota Publik: 27 314 Domare: Carlos Vera (Ecuador) |
| 19:30 | 19:30      |                     |                 |                         | Toyota Publik: 27 314 Domare: Carlos Vera (Ecuador) | Toyota Publik: 27 314 Domare: Carlos Vera (Ecuador) |
| 19:30 | 19:30      |                     |                 |                         | Toyota Publik: 27 314 Domare: Carlos Vera (Ecuador) | Toyota Publik: 27 314 Domare: Carlos Vera (Ecuador) |

### Match om femteplats
| 4     | 12 december | Ulsan Hyundai                      | 2 – 3           | Sanfrecce Hiroshima         | Toyota-stadion                                          |                                                         |
| 16:30 | 16:30       | Mizumoto 17′ (sjm.) Lee Yong 90+5′ | (1 – 1) Rapport | Yamagishi 35′ Satō 56′, 72′ | Toyota Publik: 17 581 Domare: Nawaf Shukralla (Bahrain) | Toyota Publik: 17 581 Domare: Nawaf Shukralla (Bahrain) |
| 16:30 | 16:30       |                                    |                 |                             | Toyota Publik: 17 581 Domare: Nawaf Shukralla (Bahrain) | Toyota Publik: 17 581 Domare: Nawaf Shukralla (Bahrain) |
| 16:30 | 16:30       |                                    |                 |                             | Toyota Publik: 17 581 Domare: Nawaf Shukralla (Bahrain) | Toyota Publik: 17 581 Domare: Nawaf Shukralla (Bahrain) |

### Semifinaler
| 5     | 12 december | Al-Ahly | 0 – 1           | Corinthians  | Toyota-stadion                                                 |                                                                |
| 19:30 | 19:30       |         | (0 – 1) Rapport | Guerrero 30′ | Toyota Publik: 31 417 Domare: Marco Antonio Rodríguez (Mexiko) | Toyota Publik: 31 417 Domare: Marco Antonio Rodríguez (Mexiko) |
| 19:30 | 19:30       |         |                 |              | Toyota Publik: 31 417 Domare: Marco Antonio Rodríguez (Mexiko) | Toyota Publik: 31 417 Domare: Marco Antonio Rodríguez (Mexiko) |
| 19:30 | 19:30       |         |                 |              | Toyota Publik: 31 417 Domare: Marco Antonio Rodríguez (Mexiko) | Toyota Publik: 31 417 Domare: Marco Antonio Rodríguez (Mexiko) |

| 6     | 13 december | Monterrey       | 1 – 3           | Chelsea                               | International Stadium Yokohama                        |                                                       |
| 19:30 | 19:30       | De Nigris 90+1′ | (0 – 1) Rapport | Mata 17′ Torres 46′ Chávez 48′ (sjm.) | Yokohama Publik: 36 648 Domare: Carlos Vera (Ecuador) | Yokohama Publik: 36 648 Domare: Carlos Vera (Ecuador) |
| 19:30 | 19:30       |                 |                 |                                       | Yokohama Publik: 36 648 Domare: Carlos Vera (Ecuador) | Yokohama Publik: 36 648 Domare: Carlos Vera (Ecuador) |
| 19:30 | 19:30       |                 |                 |                                       | Yokohama Publik: 36 648 Domare: Carlos Vera (Ecuador) | Yokohama Publik: 36 648 Domare: Carlos Vera (Ecuador) |

### Match om tredjepris
| 7     | 16 december | Al-Ahly | 0 – 2           | Monterrey             | International Stadium Yokohama                              |                                                             |
| 16:30 | 16:30       |         | (0 – 1) Rapport | Corona 3′ Delgado 66′ | Yokohama Publik: 56 301 Domare: Peter O'Leary (Nya Zeeland) | Yokohama Publik: 56 301 Domare: Peter O'Leary (Nya Zeeland) |
| 16:30 | 16:30       |         |                 |                       | Yokohama Publik: 56 301 Domare: Peter O'Leary (Nya Zeeland) | Yokohama Publik: 56 301 Domare: Peter O'Leary (Nya Zeeland) |
| 16:30 | 16:30       |         |                 |                       | Yokohama Publik: 56 301 Domare: Peter O'Leary (Nya Zeeland) | Yokohama Publik: 56 301 Domare: Peter O'Leary (Nya Zeeland) |

### Final
| 8     | 16 december | Corinthians  | 1 – 0           | Chelsea | International Stadium Yokohama                         |                                                        |
| 19:30 | 19:30       | Guerrero 69′ | (0 – 0) Rapport |         | Yokohama Publik: 68 275 Domare: Cüneyt Çakır (Turkiet) | Yokohama Publik: 68 275 Domare: Cüneyt Çakır (Turkiet) |
| 19:30 | 19:30       |              |                 |         | Yokohama Publik: 68 275 Domare: Cüneyt Çakır (Turkiet) | Yokohama Publik: 68 275 Domare: Cüneyt Çakır (Turkiet) |
| 19:30 | 19:30       |              |                 |         | Yokohama Publik: 68 275 Domare: Cüneyt Çakır (Turkiet) | Yokohama Publik: 68 275 Domare: Cüneyt Çakır (Turkiet) |